# Louis Charles Folliot de Crenneville
Louis Charles Folliot de Crenneville (Metz, le 3 juillet 1765 - Vienne, le 21 juin 1840) est un général de corps d'armée de l’empire d'Autriche. Actif pendant les guerres napoléoniennes, il est nommé commandant de la Garde impériale autrichienne en 1835.

## Biographie
Le comte Louis Charles Folliot de Crenneville naît à Metz le 3 juillet 1765. Très tôt, il choisit la carrière militaire, se forme à Pont-à-Mousson puis à Paris. En 1778, il devient officier dans la marine française où il reste jusqu'en 1791, date à laquelle il est lieutenant de vaisseau (capitaine). En 1792, il prend le parti de la contre-révolution. Il reste dans la marine royale et lutte dans diverses colonies françaises. En 1793, il est nommé cadet dans le régiment de chevaux-légers "Kaiser" (de) autrichien. En 1794, il est promu sous-lieutenant, avant d’être, deux ans plus tard, nommé officier d’intendance à l'état-major. Il se distingue à Schliengen et Wurtzbourg. Il est alors promu lieutenant. En 1797, il reçoit le grade de capitaine et est nommé responsable de l'embarquement des troupes pour l'expédition d'Istrie et de Dalmatie. 
En 1798, Folliot est envoyé à Saint-Pétersbourg avec le prince Ferdinand de Württemberg. À son retour, il est promu Major (commandant) et nommé officier d’ordonnance du prince Ferdinand d’Autriche. En 1799, il accompagne de nouveau le prince Ferdinand de Württemberg à Saint-Pétersbourg. En 1800, il se porte volontaire pour servir au front avec le 6e régiment de dragons de Saxe-Cobourg. Il se bat à Engen et à Hohenlinden. Il est promu colonel et prend le commandement de son régiment. Lorsque le régiment est dissous en 1801, il est nommé Generaladjutant (chef d’état-major) de l'archiduc d'Autriche Charles Louis d'Autriche et se voit confier le Département de la marine. Le 9 mars 1805, il est promu au grade de Generalmajor (général de brigade). En avril de cette année, il est envoyé à Venise pour mettre en œuvre son plan pour la défense de la ville. Après cette mission, Folliot est nommé Adlatus (officier d’état-major) au quartier général de l'armée en Allemagne. Il se rend au fort Oberhaus, à Passau, puis à Berlin, pour exhorter la Prusse à se joindre à la guerre. En 1806, il est nommé commandant général à Fiume en Croatie. Pendant l’hiver 1807, il commande une expédition pour réprimer une rébellion en Slavonie. Il se rend ensuite en Bohême, comme commandant d'une brigade. Pendant la campagne de 1809, Folliot commande l'avant-garde du corps d'armée du général François Kolowrat. Il combat à Regen, sur la rivière Naab et à Linz. 
Au printemps 1813, le comte Folliot de Crenneville est promu Feldmarschalleutnant. En tant que commandant de division, il se distingue à la bataille de Dresde par la capture du Grund Plauenschen. Pendant la retraite qui suit, en Bohême, sa division subit des pertes très faibles. Folliot se distingue de nouveau à Leipzig et prend une redoute à Hochheim am Main, près de Mayence, le 9 novembre, avec deux pistolets et un étendard. En 1814, il participe à la victoire des coalisés sur le général Brayer à Laferté-sur-Aube. Il participe aux combats à Arcis-sur-Aube le 20 et 21 mars 1814, où les Autrichiens prennent l’avantage sur Napoléon. Folliot  se distingue de nouveau à la bataille de Paris. Folliot prend ensuite la ville de Vincennes. Le 1er juin, l'empereur d’Autriche lui décerne la croix de chevalier de l'ordre de Marie-Thérèse et lui confie le 2e régiment de cuirassiers "Erzherzog Franz". En 1815, Folliot de Crenneville commande l'avant-garde de l'armée autrichienne dans le Piémont et combat à Meillerie le 21 juin, et à Grande Saxone et St-Genix le 28 juin. Il prend également Chalon-sur-Saône, puis Lyon. 
Le comte Louis Charles Folliot se retire ensuite à Ödenburg, mais il est rappelé pour organiser la marine autrichienne. En 1823, il est nommé conseiller privé et grand-maître de la Maison du vice-roi de Lombardie-Vénétie, l’archiduc Rainier d’Autriche. En 1831, il est promu au grade de General der Kavallerie (général de corps d’armée), avant d’être quatre ans plus tard nommé commandant de la Garde des Gardes-du-corps à Vienne. Il gardera cette charge honorifique jusqu’à sa mort, le 21 juin 1840.

## États de service
- Major (commandant) : 1798
- Oberstleutnant (Lieutenant-colonel): 1800
- Oberst (colonel) : 1800
- Generalmajor (général de brigade) : 9 mars 1805
- Feldmarschalleutnant : 27 avril 1813
- General der Kavallerie (général de corps d’armée) : 9 mars 1831

## Commandements
- Commandant de la place de Fiume : 1806-1808
- Chambellan de l’archiduc  Rainier d'Autriche : 1823-1832
- Commandant de la Garde impériale à Vienne : 1835 –1840

## Union et descendance
Folliot de Crenneville épouse, le 1er mai 1810, Judith Charlotte Victoire de Poutet (1789-1887), fille de sa sœur Marie-Victoire de Folliot de Crenneville, dont il eut :
- Karl (28 mars 1811, Vienne - 21 juillet 1873, Linz), marié avec Anna (1821-1896), comtesse Lazansky, dont postérité ;
- Louis ou Ludwig  (22 janvier 1813, Vienne - 21 avril 1876, Montreux, Suisse), 14e et dernier gouverneur de la Grande-Principauté de Transylvanie (1861-1867) ;
- Franz Folliot von Crenneville (de) (22 mars 1815, Sopron, Hongrie - 22 juin 1888, Gmunden), général autrichien qui prit part aux batailles de Montebello et Solférino (1859).

## Distinctions
- Croix de Chevalier de l'ordre militaire de Marie-Thérèse : 1er juin 1814
- Croix d'honneur de l'Armée : 1814
- Colonel honoraire (Inhaber) du second régiment de cuirassiers d’Autriche: 1814

## Sources
- Carl von Salis-Sauaden, General der Cavallerie Ludwig Carl Graf Folliot de Crenneville, Vienne, Biographische Skizze, 1885.
- ARCHIVES MUNICIPALES METZ PAROISSE SAINT-MARTIN BMS 1763-1766 PAGE 504-505